# Nicola Pellow
Nicola Pellow ist eine Informatikerin, die den ersten plattformübergreifenden Browser schuf, indem sie den Line Mode Browser schrieb. Sie war Mitglied des neunzehnköpfigen WWW-Projects, welches am CERN im Schweizer Kanton Genf unter der Leitung von Tim Berners-Lee die Grundlagen des heutigen Internets erarbeitete.

## Bedeutung
Nicola Pellow kam im November 1990 zum WWW-Project. Dieses Auslandsjahr war Teil ihres Mathematik-Studiums an der Leicester Polytechnic, der heutigen De Montfort University in Leicester. Pellow selbst berichtete, dass sie bis dahin nur wenig Erfahrung mit Programmiersprachen hatte "… abgesehen von ersten Versuchen mit Pascal und Fortran im Rahmen meines Studiums."
Kurz nachdem Berners-Lee den WorldWideWeb-Webbrowser für die NeXT-Plattform fertiggestellt hatte, wurde Pellow beauftragt, einen Browser für Nicht-NeXT-Systemen zu entwickeln. Nach einer Kurzeinführung in die Programmiersprache C erstellte sie die Ursprungsversion des Line Mode Browsers. Das WWW-Team schuf auf Grundlage ihrer Arbeit verschiedene Experimentalversionen des Programms. Pellow arbeitete weiter daran mit, den Browser an verschiedene Computertypen anzupassen.
Sie verließ das CERN Ende August 1991 und schloss ihr Studium am Leicester Polytechnic 1992 ab. Danach kehrte sie ans CERN zurück und arbeitete mit Robert Cailliau am MacWWW, dem ersten Webbrowser für das MacOS. Sie hat sich mittlerweile komplett aus der Technologiebranche zurückgezogen und arbeitet für einen Sozialdienst. Generell wird ihr das Verdienst zugerechnet, dass der "Line Mode Browser" die weltweite Aufmerksamkeit für das Web geweckt hat.

## Weiterführende Seiten
- Library for WWW in Perl

## Quellnachweise
1. ↑  Pellow -- /People. Abgerufen am 30. Juni 2025.
2. ↑  Nicola Pellow. Abgerufen am 30. Juni 2025 (britisches Englisch).
3. 1 2 3  Ten Years Public Domain for the  Original Web Software. CERN, archiviert vom Original am 29. Juni 2017; abgerufen am 21. Juli 2010 (englisch).
4. 1 2 3  Gillies, James; Cailliau, R.: How the Web was Born: The Story of the World Wide Web. Oxford University Press, 2000, ISBN 0-19-286207-3, S. 6 (google.com).
5. ↑  A screenshot from TBL's first web browser
6. ↑  A view from Nicola Pellow's line mode browser (Memento vom 28. Mai 2019 im Internet Archive)
7. 1 2  Dream team of web developers to recreate line-mode browser | CERN. In: home.cern. Abgerufen am 2. November 2016.
8. ↑  http://web.stanford.edu/class/cs344g T. J. Berners-Lee, R. Cailliau, J. F. Groff: Computer Networks and ISDN Systems, Vol. 25, Seite 458, 1992
9. ↑  Matthew Lasar: Before Netscape: the forgotten Web browsers of the early 1990s. In: Ars Technica. 11. Oktober 2011, abgerufen am 8. Januar 2014.
10. ↑  Walter Isaacson: The Innovators: How a Group of Hackers, Geniuses, and Geeks Created the Digital Revolution. Simon and Schuster, 2014, ISBN 978-1-4767-0871-3, S. 415 (englisch, google.com).
11. 1 2  Bill Stewart: Web Browser History. Living Internet, 2015, abgerufen am 21. März 2017.
12. ↑  MacWWW: the first web browser for the Apple Macintosh platform. In: www.internet-guide.co.uk. Abgerufen am 2. November 2016.
13. ↑  Screenshot of the first Mac web browser
14. ↑  Tim Berners-Lee: Macintosh Browser. World Wide Web Consortium, 3. November 1992, abgerufen am 2. Juni 2010.
15. ↑  ada eMagazin vom 30.08.2019. Abgerufen am 29. August 2020.

| Personendaten    | Personendaten                         |
| ---------------- | ------------------------------------- |
| NAME             | Pellow, Nicola                        |
| KURZBESCHREIBUNG | Mathematikerin und Internet-Pionierin |
| GEBURTSDATUM     | 20. Jahrhundert                       |